# Basically Duke
Basically Duke è un album di Oscar Pettiford, pubblicato dalla Bethlehem Records nel 1955. Il disco fu registrato il 17 dicembre del 1954 a New York.

## Tracce
Lato A
1. Jack the Bear – 3:20 (Duke Ellington)
2. Tamalpais – 3:37 (Oscar Pettiford)
3. Swingin' Until the Girls Come Home – 3:58 (Oscar Pettiford)

Lato B
1. Mood Indigo – 2:59 (Barney Bigard, Duke Ellington, Irving Mills)
2. Chuckles – 2:45 (Clark Terry)
3. Time on My Hands – 3:13 (Harold Adamson, Mack Gordon, Vincent Youmans)

## Musicisti
- Oscar Pettiford - contrabbasso
- Dave Schildkraut - sassofono alto
- Danny Banks - sassofono baritono
- Jimmy Hamilton - sassofono tenore, clarinetto
- Clark Terry - tromba
- Clark Terry - arrangiamenti (brani: B2 e B3)
- Jimmy Cleveland - trombone
- Earl Knight - pianoforte
- Osie Johnson - batteria
- Quincy Jones - arrangiamenti (brani: A2, A3 e B1)